# Arthropod-Plant Interactions
Arthropod-Plant Interactions – międzynarodowe, recenzowane czasopismo naukowe publikujące w dziedzinie entomologii.
Pismo wydawane jest przez Springer Science+Business Media. Jego tematyka koncentruje się na aspekcie ekologicznym, biologicznym i ewolucyjnym oddziaływań między stawonogami a roślinami włącznie z chemią, biochemią, genetyką, analizami molekularnymi, ekofizjologią i badaniami multitroficznymi.
W 2014 impact factor pisma wynosił 1,462.